# Lincoln Village (Ohio)
Lincoln Village es un lugar designado por el censo del condado de Franklin, Ohio, Estados Unidos. Según el censo de 2020, tiene una población de 9702 habitantes.
En los Estados Unidos, un lugar designado por el censo (traducción literal de la frase en inglés, census-designated place, CDP) es un concentración de población identificada por la Oficina del Censo exclusivamente para fines estadísticos. 
En este caso se trata, en la práctica, de un barrio planificado de la ciudad de Columbus. 

## Geografía
Está ubicado en las coordenadas 39°57′11″N 83°7′55″O / 39.95306, -83.13194. Según la Oficina del Censo de los Estados Unidos, tiene una superficie de 4.76 km² de tierra y 0.0004 km² de agua.

## Demografía
Según el censo de 2020, hay 9702 personas residiendo en la zona. La densidad de población es de 2051.16 hab./km². El 66.76% de los habitantes son blancos, el 8.88% son afroamericanos, el 0.99% son amerindios, el 1.69% son asiáticos, el 0.01% es isleño del Pacífico, el 11.31% son de otras razas y el 10.36% son de una mezcla de razas. Del total de la población, el 18.97% son hispanos o latinos de cualquier raza.